# Фокејида
Фокејида наслов је једне изгубљене грчке епске песме која се у антици приписивала Хомеру. У романсирана Животу Хомеровом, који се некада приписивао Хесиоду, каже се да је та песма написана док је Хомер живео у Тесторидовој кући у Фокеји. Међутим, упитно је и то да ли је Тесторид уопште постојао и то где је живео. Као ни за остала хомерска дела, ни за ову се песму не зна ко ју је заправо написао. Од ње је данас остао само један једини фрагмент од укупно три или четири реченице, у којима се каже да је Хомер саставио  Малу Илијаду и Фокејиду док је живео код Тесторида, али да  Фокиђана тврде да је Фокејида испевана код њих.